# Promachus formosanus
Promachus formosanus là một loài ruồi trong họ Asilidae. Promachus formosanus được Matsumura miêu tả năm 1916. Loài này phân bố ở miền Ấn Độ - Mã Lai.